# 林嘉俐
林嘉俐（1971年5月14日—），台灣女演員。曉明女中、國立藝術學院（今國立台北藝術大學）戲劇系畢業，主修表演。為電視劇《早點回家》原型人物。

## 電視劇
| 首播   | 頻道                  | 劇名                             | 飾演         |
| 1998年 | 中視                  | 老伴兒                           | 主角年輕時   |
| 1998年 | 華視                  | 醒                               | 誼婷         |
| 2000年 | 網路劇                | 都是鑽石惹的禍                   | 青妹         |
| 2001年 | 大愛電視台            | 認命阿霞                         | 幼春         |
| 2001年 | 八大電視台            | 無聲勝有聲                       | 茉莉         |
| 2002年 | 大愛電視台            | 雲彩飛揚                         | 紀陳月雲     |
| 2002年 | 大愛電視台            | 溫馨醫世情                       | 麗欣         |
| 2002年 | 華視                  | 流星花園II                       | 依琳         |
| 2003年 | 大愛電視台            | 金山與麗嬌                       | 甘美華       |
| 2003年 | 大愛電視台            | 新芽                             | 金花         |
| 2003年 | 大愛電視台            | 四重奏                           | 陳寶蓮       |
| 2003年 | 大愛電視台            | 浮生                             | 林美蘭       |
| 2004年 | 華視                  | 候鳥e人                          | 琪琪         |
| 2004年 | 大愛電視台            | 無處不在                         | 陳秀金       |
| 2004年 | 大愛電視台            | 擺渡(上)                         | 王惠貞       |
| 2004年 | 大愛電視台            | 擺渡(中)                         | 王惠貞       |
| 2005年 | 大愛電視台            | 把愛找回來                       | 翁寶         |
| 2005年 | 民視                  | 浪淘沙                           | 謝愛         |
| 2005年 | 台視                  | 失戀高跟鞋                       | 葉哲維       |
| 2005年 | 大愛電視台            | 草山春暉                         | 林采霜       |
| 2006年 | 公視                  | 偵探物語                         | 惠子         |
| 2006年 | 大愛電視台            | 無盡的愛                         | 康昭子       |
| 2006年 | 大愛電視台            | 生命圓舞曲                       | 陳阿治       |
| 2006年 | 三立台灣台            | 天下第一味                       | 楊惠美       |
| 2007年 | 大愛電視台            | 關山系列(五)- 晚晴               | 李金招       |
| 2007年 | 台視                  | 星星知我心2007                   | 謝宜君       |
| 2008年 | 大愛電視台            | 撿稻穗系列- 黃金線               | 黃雲鶯       |
| 2008年 | 三立台灣台            | 真情滿天下                       | 周素珍       |
| 2008年 | 大愛電視台            | 走過好味道                       | 謝足         |
| 2008年 | 大愛電視台            | 矽谷阿嬤                         | 王美麗       |
| 2009年 | 大愛電視台            | 芳草碧連天                       | 高金英       |
| 2009年 | 大愛電視台            | 幸福的起點                       | 翁千惠       |
| 2009年 | 中視                  | 青梅竹馬                         | 羅彩妮       |
| 2010年 | 大愛電視台            | 情義月光                         | 古春蘭       |
| 2010年 | 華視                  | 帶子英雄                         | Juile董      |
| 2011年 | 客家電視台            | 雲頂天很藍                       | 黎母         |
| 2011年 | 大愛電視台            | 長情劇展 人間渡系列-仙女不下凡   | 阿瑩         |
| 2011年 | 大愛電視台            | 回家的路                         | 張如玉       |
| 2011年 | 大愛電視台            | 長情劇展 家的故事系列-峰迴青春路 | 白桂梅       |
| 2011年 | 大愛電視台            | 微笑面對                         | 麗嬌         |
| 2011年 | 大愛電視台            | 長情劇展 家的故事系列-歲月的籤詩 | 張雪嬌       |
| 2011年 | 三立都會台 東森綜合台 | 真愛找麻煩                       | 張太太       |
| 2012年 | 大愛電視台            | 長情劇展 人間渡系列-迎向驕陽     | 溫師姑       |
| 2012年 | 三立都會台            | 愛上巧克力                       | Amy          |
| 2012年 | 民視                  | 原來愛·就是甜蜜                  | 田如姿       |
| 2012年 | 大愛電視台            | 幸福好簡單                       | 張雙麗       |
| 2012年 | 大愛電視台            | 長情劇展- 笑看人生               | 蔡沂庭       |
| 2012年 | 大愛電視台            | 聽見，愛                         | 欣怡媽       |
| 2013年 | 三立台灣台            | 含笑食堂                         | 王櫻子       |
| 2013年 | 大愛電視台            | 愛在陽光下                       | 紀媽咪(客串) |
| 2013年 | 華視                  | 我愛幸運七                       | 王美月       |
| 2013年 | 大愛電視台            | 路長情更長                       | 盧玉燕       |
| 2013年 | 華視                  | 莒光園地-流沙                    | 白靜如       |
| 2014年 | 民視                  | 真愛配方                         | 陳文娟       |
| 2014年 | 客家電視台            | 在河左岸                         | 菊菊         |
| 2014年 | 公視                  | 白袍下的高跟鞋                   | 呂珍花       |
| 2014年 | 大愛電視台            | 長情劇展- 心語                   | 吳梅蕊       |
| 2014年 | 大愛電視台            | 河畔卿卿                         | 陳李幼       |
| 2015年 | 三立台灣台            | 珍珠人生                         | 吳美雪       |
| 2015年 | 大愛電視台            | 最美的雲彩                       | 嚴老師       |
| 2015年 | 大愛電視台            | 長情劇展 人醫群俠傳系列-吉姊當家 | 沈芳吉       |
| 2015年 | 台視 東森綜合台       | 我的30定律                       | 貴婦(客串)   |
| 2016年 | 三立都會台 東森綜合台 | 1989一念間                       | 黃寶玉       |
| 2016年 | 大愛電視台            | 家有滿子                         | 紀太太       |
| 2016年 | 大愛電視台            | 我家的方程式                     | 林正妹       |
| 2016年 | 台視 三立都會台       | 浮士德的微笑                     | 鍾嘉玲       |
| 2016年 | 大愛電視台            | 純美時光                         | 駱純美       |
| 2017年 | 客家電視台            | 勞動之王                         | 課長         |
| 2017年 | 民視                  | 外鄉女-愛人的選擇                | 謝母         |
| 2017年 | 台視 三立都會台       | 噗通噗通我愛你                   | 張美蘭       |
| 2017年 | 大愛電視台            | 我綿一家人                       | 四川婦人     |
| 2018年 | 台視                  | 情·份                            | 高滿足       |
| 2018年 | 中視                  | 宅急變                           | 劉母         |
| 2019年 | 大愛電視台            | 掌中人生                         | 王稠         |
| 2019年 | 公視                  | 生死接線員                       | 李素雲       |
| 2019年 | 公視台語台            | 自由的向望—家族無共識            | 翠如         |
| 2020年 | 大愛電視台            | 大林學校                         | 黃明月       |
| 2020年 | 台視                  | 生生世世                         | 周惠子       |
| 2020年 | 三立都會台            | 我的青春沒在怕                   | 吳淑芳       |
| 2021年 | 公視                  | 大債時代                         | 阿蓮         |
| 2021年 | 大愛電視台            | 飄洋過海來愛你                   | 羅美珠       |
| 2021年 | 大愛電視台            | 等一個人                         | 王麗珍       |
| 2021年 | 公視                  | 火神的眼淚                       | 古師母       |
| 2021年 | 華視                  | 俗女養成記2                      | 阿桃         |
| 2021年 | 台視                  | 一個屋簷下                       | DORIS        |
| 2022年 | 三立台灣台            | 一家團圓                         | 賴麗華       |
| 2022年 | 大愛電視台            | 你好，我是誰？                   | 黃明月       |
| 2022年 | 八大戲劇台 Netflix    | 愛情發生在三天後                 | 房東         |
| 2022年 | 大愛電視台            | 冬菊，沒問題！                   | 唐冬菊       |
| 2022年 | Disney+               | 台北女子圖鑑                     | 黃寶涓       |
| 2022年 | Netflix               | 她和她的她                       | 黃貞慧       |
| 2023年 | 公視 八大戲劇台       | 最佳利益2－決戰利益              | 黃秋美       |
| 2023年 | 大愛電視台            | 早點回家                         | 紀陳月雲     |
| 2024年 | 華視 LINETV           | 華麗計程車行                     | 阿麗         |
| 2024年 | 公視 八大戲劇台       | 人生清理員                       | 金秀美       |
| 2024年 | TVBS歡樂台            | 秘書俱樂部                       | 陳欣宜       |
| 2026年 |                       | 夜半11點學校見                   |              |

## 電影
| 年份                | 片名                                     | 飾演         | 導演   |
| 上映電影            |                                          |              |        |
| 2004                | 月光下，我記得                           | 月里         | 林正盛 |
| 2011                | 麵引子                                   | 秀秀         | 李祐寧 |
| 2014                | 到不了的地方                             | 謝媽         | 李鼎   |
| 2019                | 美麗天生                                 | 聾啞母親     | 李湘郡 |
| 2022                | 初戀慢半拍                               | 劉阿姨       | 陳駿霖 |
| 電視電影 \ 網路電影 |                                          |              |        |
| 1998                | 公視人生劇展-黑色童話                    | 麵包店啞女   | 郭珍弟 |
| 2002                | 公視人生劇展-公主徹夜未眠                | 投注站老闆娘 |        |
| 2004                | 公視人生劇展-媽媽的願望                  | 玉娟         |        |
| 2015                | 公視人生劇展-早安，青春                  | 晴美媽媽     |        |
| 2015                | 金魚媽媽                                 | 遊覽車小姐   |        |
| 2021                | 大愛電視電影-等一個人                    | 王麗珍       | 陳家俊 |
| 微電影 \ 短片       |                                          |              |        |
| 2017                | 五月傳真季                               | 林嘉俐       |        |
| 2020                | 加油站女孩                               |              |        |
| 2025                | 第五屆大和獎微電影金獎：女兒呀 Offspring | 劉彩雲       | 林書弘 |

## 舞台劇
- 故事工廠
  - 2020年《七十三變》飾演傅天雲（2020/12/31澎湖跨年場）
  - 2023年《七十三變》飾演傅天雲（臺北3場、臺中2場）
- 綠光劇團
  - 2020年《人間條件六-未來的主人翁》飾演方瑞君（臺北9場、臺南3場、高雄3場、臺中3場 共18場）

- 臺灣戲劇表演家
  - 2012年《守歲》飾演　阿玲（臺南、高雄、新竹、臺北、臺中 共11場）

- 臺北故事劇場
  - 2011年《花季未了》飾演　李國芳（台北、台中、高雄 三地9場）
  - 2011年《露露聽我說》飾演　小母狗露露（中國內地巡演 17個城市26場）
  - 2012年《露露聽我說》飾演　小母狗露露（嘉義、臺北、臺中、高雄 共9場）
  - 1998年《大家安靜》

- 屏風表演班
  - 1996年《京戲啟示錄》飾演　大妞
  - 1996年《民國76備忘錄》
  - 1996年《黑夜白賊》
  - 1997年兩岸三地「一桌二椅」《奉李登輝情節之謎，塵歸塵土歸土》（香港、倫敦）、創作社劇團《天亮之前我要你》、親愛的劇團《假期愉快》、外表坊實驗團《眼球愛地球》《眼球先生夜總會》、綠光劇團《領帶與高跟鞋》校園巡演等。

## MV
- 1992年江淑娜-兩個人的月亮
- 2011年詹雅雯-山伯英台
- 2011年張信哲-花季未了

## 主持節目
- 2011年壹電視-《台灣的 壹百種味道》-旁白
- 2018年中廣流行網-用心深呼吸
- 2023年大愛電視台-手比嘛會通

## 獎項紀錄
| 年份   | 頒獎典禮     | 獎項                       | 影片             | 角色         | 結果 |
| ------ | ------------ | -------------------------- | ---------------- | ------------ | ---- |
| 2001年 | 八大獎       | 單元劇最佳女主角獎         | 《無聲勝有聲》   | 啞女茉莉     | 獲獎 |
| 2003年 | 第38屆金鐘獎 | 單元劇最佳女配角獎         | 《公主徹夜未眠》 | 投注站老闆娘 | 提名 |
| 2004年 | 第39屆金鐘獎 | 戲劇節目女配角獎           | 《四重奏》       | 陳寶蓮       | 獲獎 |
| 2006年 | 第41屆金鐘獎 | 戲劇節目女配角獎           | 《失戀高跟鞋》   | 葉哲維       | 提名 |
| 2007年 | 第42屆金鐘獎 | 戲劇節目女主角獎           | 《晚晴》         | 李金招       | 提名 |
| 2012年 | 第47屆金鐘獎 | 迷你劇集／電視電影女配角獎 | 《歲月的籤詩》   | 張雪嬌       | 提名 |
| 2016年 | 第51屆金鐘獎 | 戲劇節目女主角獎           | 《吉姊當家》     | 沈芳吉       | 提名 |

## 外部連結
- 林嘉俐的Facebook專頁
- 林嘉俐的新浪微博
- 林嘉俐在互联网电影资料库（IMDb）上的資料（英文）（英文）
- 林嘉俐在时光网上的簡介（简体中文）
- 林嘉俐在豆瓣上的资料（简体中文）